# Tartaruga-de-kemp
A tartaruga-de-kemp ou Tartaruga-marinha-pequena (Lepidochelys kempii) é uma pequena tartaruga marinha de cor verde-acinzentada, que pode ser encontrada no Oceano Atlântico.
A maioria dos adultos vive no Golfo do México; os jovens variam entre áreas dos litorais tropicais do noroeste ao sudoeste do oceano Atlântico. Seu habitat preferível são áreas rasas com fundos arenosos e enlameados.
As tartarugas-de-kemp medem entre 60 e 70 cm de comprimento, contando as curvas da carapaça. E seu peso varia entre 35 e 50 quilogramas.
Esta tartaruga é uma espécie sob sério risco de extinção tendo sido considerada a tartaruga marinha mais rara do planeta. O número estimado de ninhos desceu de 60.000 em 1947 para apenas 702 em 1985. Actualmente, graças ao esforço de protecção por parte dos governos do México e dos Estados Unidos da América, o seu número começa novamente a aumentar tendo sido estimados 6.000 ninhos no ano 2000.

## Distribuição
A tartaruga-de-kemp é considerada uma das espécies de tartaruga marinha com território mais restrito sendo os adultos avistados quase exclusivamente no Golfo do México. Juvenis e sub-adultos são mais frequentemente avistados por toda a orla costeira tropical do Atlântico Ocidental, deixando-se ocasionalmente levar pela corrente do golfo até a Terra-Nova no Canadá ou para as costas da Europa e norte de África.
A nidificação dá-se quase exclusivamente no estado de Tamaulipas no México.